# Adolf Rieger
Adolf Rieger (ur. 25 sierpnia 1899 w Berlinie, zm. 12 czerwca 1956 w Essen) – niemiecki zapaśnik walczący w stylu klasycznym. Srebrny medalista olimpijski z Amsterdamu 1928 w wadze półciężkiej, w stylu klasycznym.
Zajął czwarte miejsce na mistrzostwach Europy w 1927. Mistrz Niemiec w 1924 i 1925 i trzeci w 1923 roku, w stylu klasycznym.

## Letnie Igrzyska Olimpijskie 1928
| Konkurencja            | Rundy eliminacyjne   | Rundy eliminacyjne     | Rundy eliminacyjne   | Rundy eliminacyjne | Rundy eliminacyjne     | Runda finałowa          | Klas. końcowa |
| Konkurencja            | Przeciwnik I         | Przeciwnik II          | Przeciwnik III       | Przeciwnik IV      | Przeciwnik V           | Przeciwnik VI           | Miejsce       |
| ---------------------- | -------------------- | ---------------------- | -------------------- | ------------------ | ---------------------- | ----------------------- | ------------- |
| 82,5 kg styl klasyczny | Ejnar Hansen (DEN) Z | Robert Gaupset (NOR) Z | Jan Gałuszka (POL) Z | Otto Pohla (EST) Z | Nicolas Appels (BEL) Z | Ibrahim Mustafa (EGY) P | 2.            |